# 에코상
에코상(Echo)은 매년 행해지는 독일의 음악상이다. 팝 카테고리의 수상자는 3월, 클래식 카테고리의 수상자는 10월에 발표된다.